# KZ-Außenlager Friedrichshafen
Das KZ-Außenlager Friedrichshafen war ein Außenlager des KZ Dachau und bestand vom 30. Juni 1943 bis zum 25. September 1944 in Friedrichshafen. Die vermutlich bis zu 1426 Häftlinge des Außenlagers produzierten Einzelteile des Aggregats 4; eine Rakete, die unter der Propagandabezeichnung „Vergeltungswaffe 2“ bekannt wurde.

## Geschichte

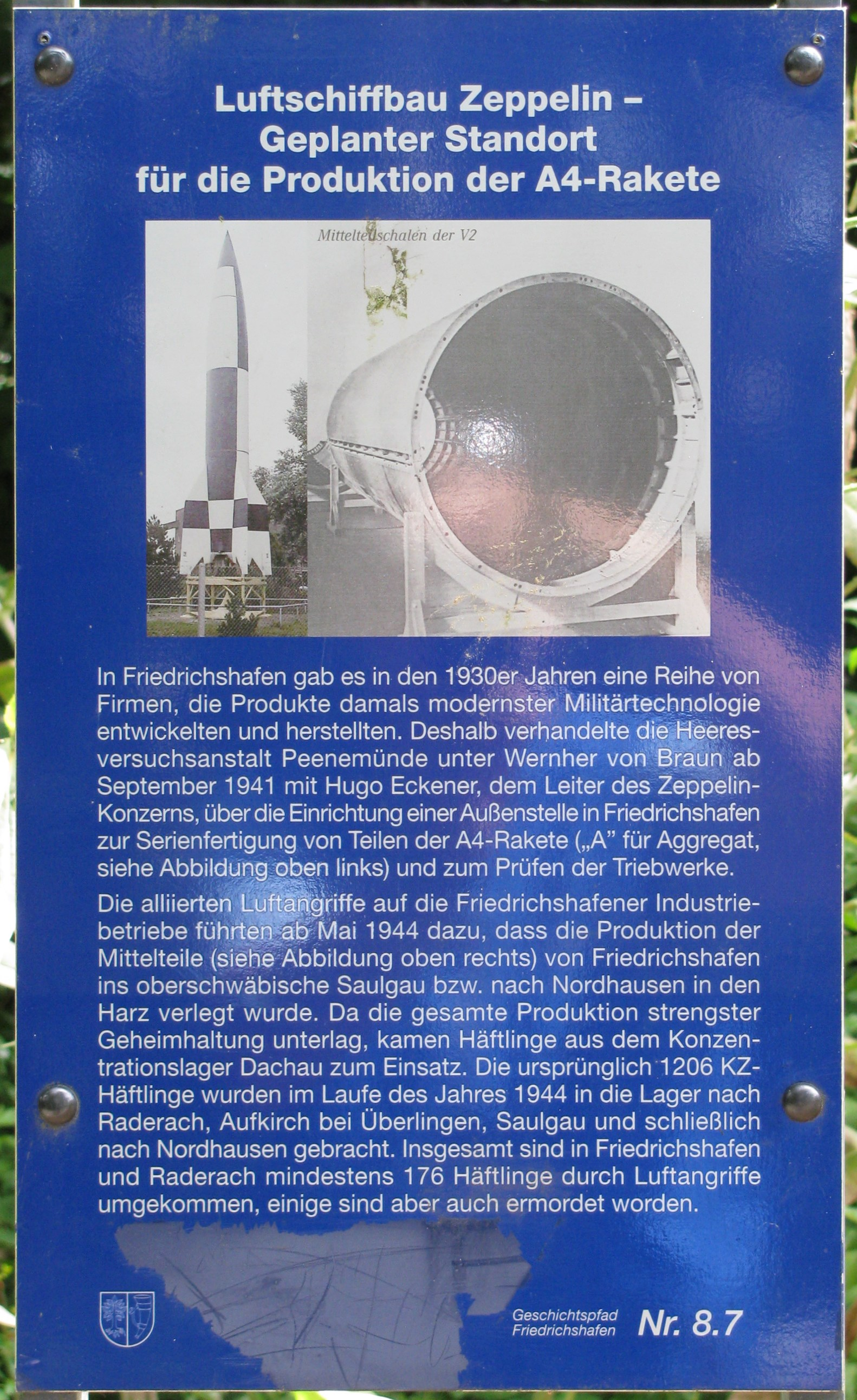
Station 8.7 des Geschichtspfads Friedrichshafen am Abnahmeplatz in Raderach

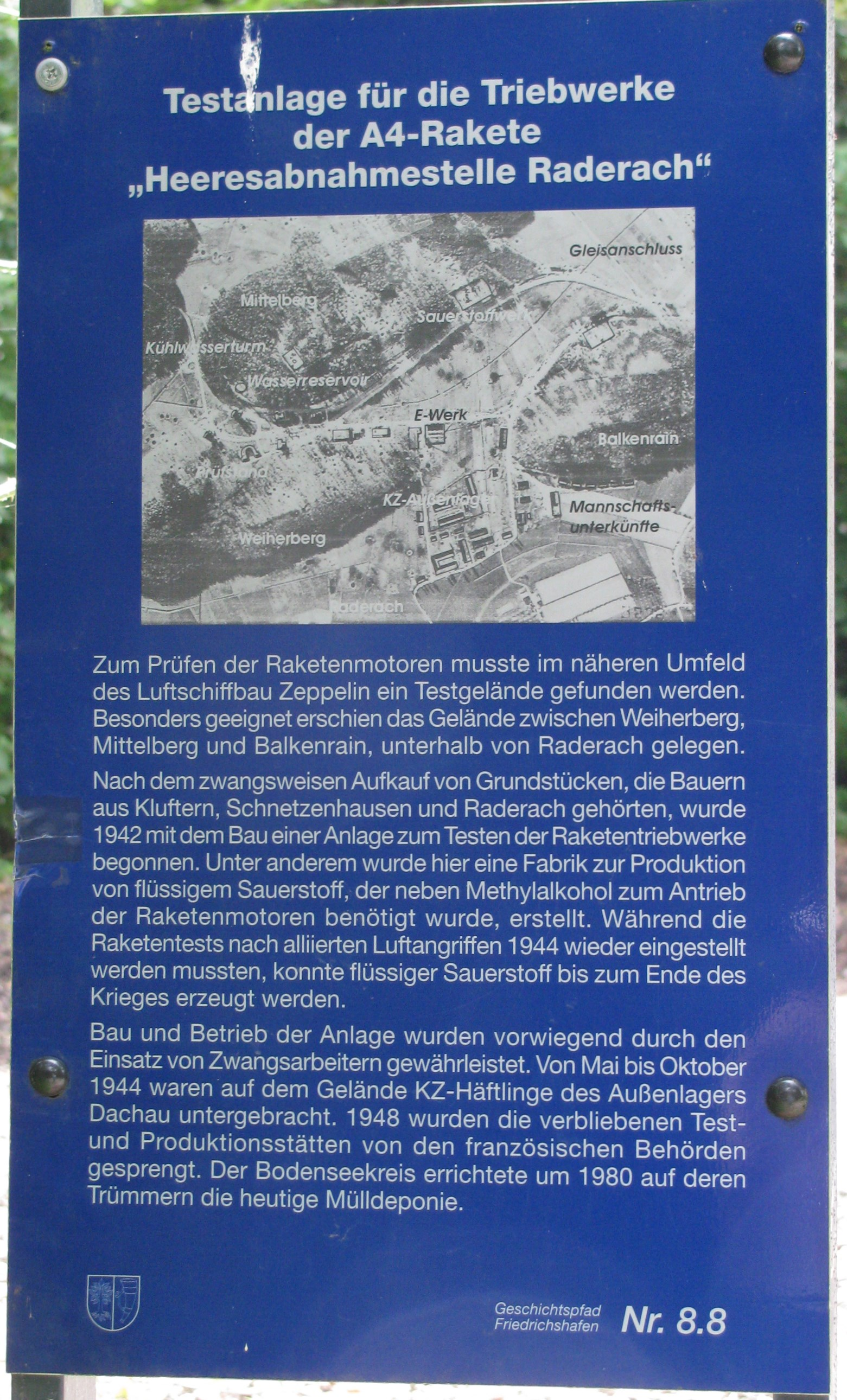
Station 8.8 des Geschichtspfads Friedrichshafen

Vor dem Hintergrund von Problemen bei der Entwicklung des Aggregats 4 in der Heeresversuchsanstalt Peenemünde nahmen Walter Dornberger, der Chef der Raketenabteilung des Heereswaffenamtes, und Wernher von Braun, technischer Direktor in Peenemünde, im September 1941 mit der Luftschiffbau Zeppelin in Friedrichshafen Kontakt auf. Ab April 1942 bestand eine Außenstelle der Heeresversuchsanstalt in Friedrichshafen, die die Produktion von Einzelteilen sowie die Endmontage der Rakete in Friedrichshafen koordinieren sollte. Ab Mai 1942 wurde bei Oberraderach, heute ein Stadtteil von Friedrichshafen, durch deutsche Bauarbeiter, Kriegsgefangene und Zwangsarbeiter ein Abnahmeplatz erbaut. Zur Prüfung der Raketenmotoren entstanden unter anderem eine Sauerstoffanlage, drei Prüfstände, ein Elektrizitätswerk sowie eine Wasserleitung ins benachbarte Immenstaad. Im August 1943 erlangte der Reichsführer der SS, Heinrich Himmler, die Verantwortung für das A4-Programm. In der Folgezeit wurden verstärkt KZ-Häftlinge für die Raketenproduktion eingesetzt.
Bereits im Juni 1943 war ein Vorkommando von etwa 100 KZ-Häftlingen in Friedrichshafen eingetroffen. Das Vorkommando errichtete das Außenlager, wozu vom vorhandenen Zwangsarbeiterlager „Don“ ein Teilbereich abgegrenzt wurde. Auf dem unmittelbar neben dem Werksgelände der Zeppelinwerft gelegenen Gelände entstanden sechs Unterkunftsbaracken, eine Sanitärbaracke sowie eine als Küche und Krankenstation genutzte Baracke. Das Außenlager war mit elektrisch geladenem Stacheldraht, einer Flutlichtanlage und Scheinwerfern gesichert.
Dem Geschäftsbericht der Zeppelin-Werke zufolge befanden sich am 31. Dezember 1943 1202 KZ-Häftlinge in Friedrichshafen. Schätzungen von Häftlingen in Nachkriegsaussagen belaufen sich auf 500 bis 800 Gefangene.
Eine Häftlingsliste vom 25. September 1944 umfasst 762 Häftlinge, in ihrer Mehrzahl Deutsche, Russen und Polen. Die Häftlinge arbeiteten in den Zeppelinwerken bei der Produktion von Raketenteilen. Dabei beschäftigte ausschließlich Luftschiffbau Zeppelin KZ-Häftlinge.
Die Angabe, dass die Firmen Zahnradfabrik AG, Balluf & Springer Aluminiumwerk und Apparatebau, Reichsbahnausbesserungswerk, Maybach Motorenbau GmbH und Dornier Werke KZ-Häftlinge beschäftigt hatten, geht auf einen Fehler im Schlussvermerk der Ermittlungsakten vom 13. April 1973 gegen den Lagerführer Georg Grünberg des KZ-Lagers zurück.
Übersehen wurde beim Schlussvermerk, dass in der Veröffentlichung des ITS Arolsen die Bezeichnung CCKdo. of Dachau und CWC nicht das Gleiche bedeutet. Unter CWC als Civilian Workers Camp waren die o. g. Firmen in Arolsen aufgeführt, was bedeutet, dass sie lediglich Lager für Zivilarbeiter betrieben hatten. Die KZ-Häftlinge bauten einen Bunker für die SS-Wachmannschaft, beseitigten Trümmer nach Luftangriffen und entschärften Blindgänger. Bis zu 300 Häftlinge wurden mit der Teuringertal-Bahn nach Raderach gefahren und arbeiteten dort auf dem Abnahmegelände. Als Strafe für besondere Vorkommnisse im Außenlager mussten die Häftlinge in Holzschuhen zu Fuß nach Raderach marschieren.
Die Wachmannschaft bestand aus SS-Mitgliedern; Lagerführer war ab September 1943 SS-Untersturmführer Georg Grünberg, der zuvor ein Jahr lang die Ausbildungskompanie im KZ Auschwitz geführt hatte. Häftlinge des Vorkommandos berichteten von anfänglich guter Unterbringung und ausreichender Ernährung, die sich nach der Fertigstellung des Lagers verschlechtert habe. Die Kontaktaufnahme zweier Häftlinge zu Zwangsarbeiterinnen im angrenzenden Lager endete für die Häftlinge mit je 20 Stockhieben und der Überstellung in das KZ Buchenwald.
Als Zentrum der Rüstungsindustrie des nationalsozialistischen Deutschen Reiches wurde Friedrichshafen das Ziel alliierter Luftangriffe, während der die KZ-Häftlinge nicht die Luftschutzkeller aufsuchen durften.
Sieben von elf Luftangriffen auf Friedrichshafen trafen das Außenlager. Ein Angriff am 27. und 28. April 1944 zerstörte einen Großteil des Außenlagers, ein weiterer am 20. Juli fast alle Industriebetriebe der Stadt. Die Zahl der in Friedrichshafen getöteten Häftlinge ist unsicher. Namentlich bekannt sind 40 Häftlinge, von denen 31 bei den Luftangriffen starben. Unterlagen des Internationalen Suchdiensts des Roten Kreuzes zufolge starben bei den Luftangriffen im April 89 und im Juli 72 Häftlinge.
Anderen Angaben zufolge starben insgesamt mindestens 176 Gefangene infolge der Luftangriffe. Nach Berichten überlebender Häftlinge kam es während der Angriffe zu Fluchtversuchen; dabei soll im April 1944 zwei polnischen Gefangenen die Flucht gelungen sein; bei dem Angriff im Juli wurden zwei russische Häftlinge wegen eines Fluchtversuchs erschossen. Bei den späteren Luftangriffen wurden die KZ-Häftlinge bewacht von Hunden in einem Hohlweg nahe dem Außenlager festgehalten.
Nach den Luftangriffen kam die Produktion der Raketenteile in Friedrichshafen zum Erliegen. Ein Teil der Häftlinge wurde offenbar vorübergehend in ein Lager bei Raderach in der Nähe des Abnahmeplatzes gebracht, das zuvor Kriegsgefangenen und Bauarbeitern als Unterkunft diente.
Zuvor waren sie zwei Wochen im Gelände des Außenlagers unter freiem Himmel untergebracht geworden. Offiziell wurde das Außenlager Friedrichshafen am 25. September 1944 aufgelöst.
Ein Teil der Häftlinge wurde über das KZ Buchenwald in das KZ-Außenlager Kleinbodungen des KZ Mittelbau-Dora verlegt, in dem die Aggregat 4 unter Tage montiert, beziehungsweise im Außenlager Kleinbodungen gewartet wurde.
Andere Häftlinge kamen ins Außenlager Saulgau, das im August 1943 im Zuge der Verlagerung der Rüstungsproduktion aus Friedrichshafen entstanden war. Weitere Häftlinge wurden in das KZ-Außenlager Überlingen-Aufkirch überstellt und wurden dort beim Bau eines Stollensystems eingesetzt, in das Friedrichshafener Betriebe verlagert werden sollten.
Nach der Befreiung wurden provisorisch instandgesetzte Baracken des Außenlagers vorübergehend von Flüchtlingen und Vertriebenen genutzt. Später entstanden auf dem Gelände Wohnblocks für Familienangehörige der französischen Garnison in Friedrichshafen, die nach dem Abzug der französischen Streitkräfte 1992 als Sozialwohnungen genutzt werden.